# Campomanesia prosthecesepala
É uma espécie de planta endêmica de Minas Gerais, no Brasil. foi descrita por Kiaerskou.

## Sinônimos
Essa espécie não possui sinônimo segundo o Reflora.

## Descrição e Distribuição
Arbusto ou arvoreta, com casca fissurada com sulco delicado. Folhas entre 2.5 e 7.5 compr. (cm) mais da metade da folhas, domácia ausentes, base obtusa e arredondada, margem inteira, com pecíolos desenvolvidos. Inflorescência axilar, tipo uniflora. Flor com sépalas triangulares, botão-floral aberto com 5 lobos, com 5 pétalas e bractéolas caducas no botão-floral. Fruto de cor verde, imaturo, e amarelo, quando maduro e 1-4 sementes por fruto.